# タカンボウ山
タカンボウ山（タカンボウやま）は、富山県南砺市にある山。標高は1,195.6 m。タカンボースキー場が所在する。山体の西側半分が白山国立公園の領域となっている。

## 特徴
山の北西半分が白山国立公園の国有林で北西側の尾根はブナオ峠に繋がっている。かつての山越えの道ではこの山の北端のコルを通ってブナオ峠を越えた。
山頂はとても広く、三角点は山頂の中央部にあるが樹林に囲まれている。展望が良いのは山頂南端で、白山や境川ダムが見える。

## 歴史
山名のタカンボウは「高ン峯」に由来する。
1984年（昭和62年）にオープンしたタカンボースキー場は1908年（明治41年）に赤尾行徳寺によって耕地開拓された農地を転用したものである。
1993年（平成5年）には中部電力越美幹線の送電鉄塔が8基建てられ、山の景観は大きく変化した。

## 登山
頂上へのルートは中部電力の工事用道路と旧蓮如道があるが、いずれも山頂までは至らずに途中で藪漕ぎとなる。冬はタカンボースキー場の頂点からアクセス出来る。
夏期は、ブナオ峠から尾根を登ることで、藪漕ぎはあるが登れる。